# Calle de Hernán Cortés

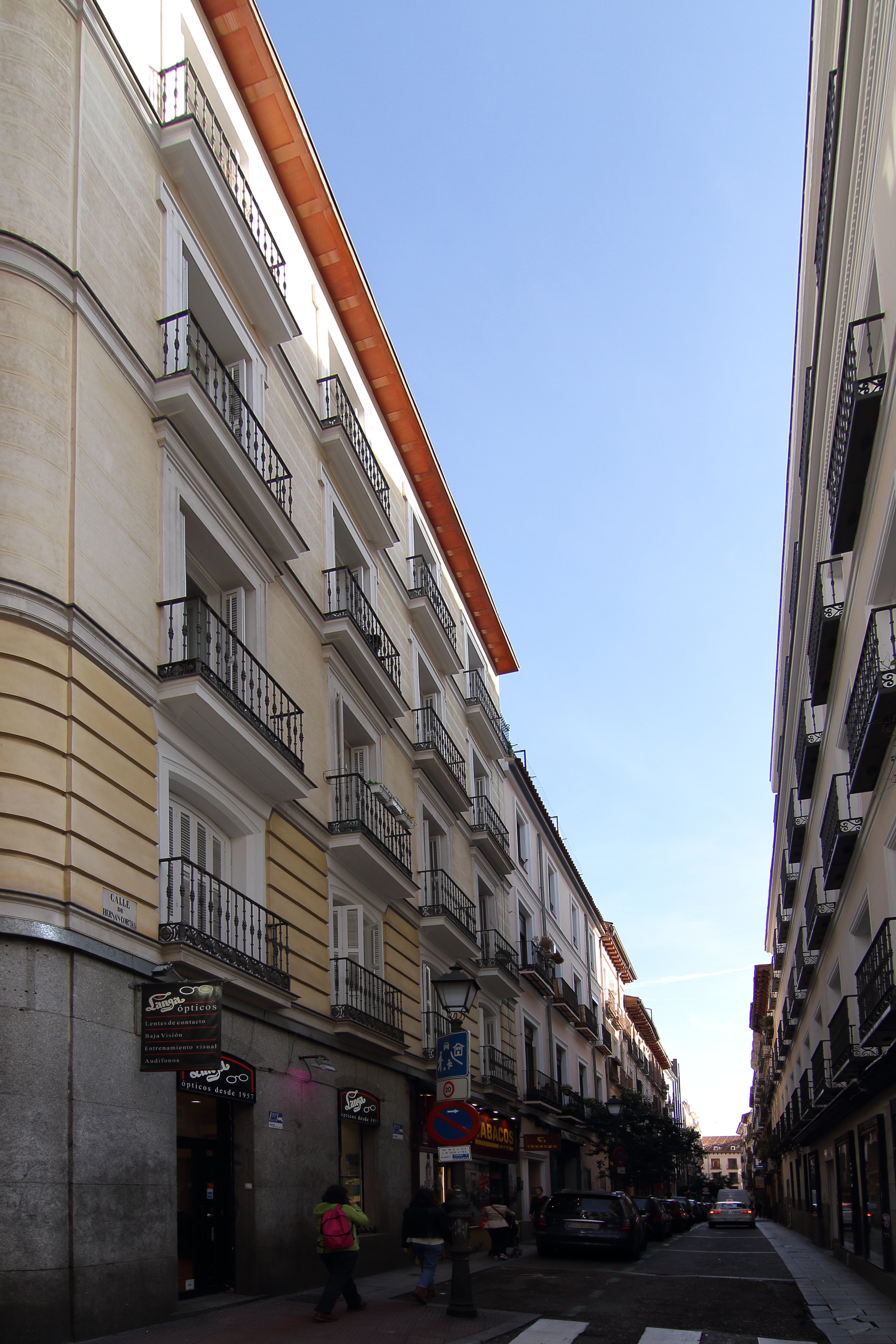
Calle de Hernán Cortés, desde la calle Fuencarral

La calle de Hernán Cortés, antaño calle de San Pedro y San Pablo, es una vía pública de la ciudad española de Madrid, situada en el barrio de Justicia, en el distrito Centro. Se trata de una de las múltiples vías paralelas que unen las calles de Fuencarral y Hortaleza.

## Historia
La vía une la calle de Fuencarral con la calle de Hortaleza, en dirección oeste-este. Antiguamente fue conocida también con el nombre de «calle de San Pedro y San Pablo», denominación con las que aparece en el plano de Texeira de 1656 y en el de Espinosa de 1769. En el número 15 de la por entonces calle de San Pedro y San Pablo, se encontraba la vivienda y estudio del escultor del siglo XVIII Juan de Villanueva y Barbales, mientras que el número 19 habría pertenecido a la familia Casa-Davalillo. Hacia 1880 se conservaban antecedentes de construcciones particulares desde 1691. El nombre de la calle rinde homenaje al conquistador español  Hernán Cortés, natural de Medellín.